# Sèrie Radeon RX 5000
La sèrie Radeon RX 5000 és una sèrie de processadors gràfics desenvolupats per AMD, basats en la seva arquitectura RDNA. La sèrie s'adreça al segment principal de gamma mitjana i alta i és la successora de la sèrie Radeon RX Vega. El llançament es va produir el 7 de juliol de 2019. Es fabrica mitjançant el procés de fabricació de semiconductors FinFET de 7 nm de TSMC.

## Arquitectura
Les GPU Navi són les primeres GPU d'AMD que utilitzen la nova arquitectura RDNA, les unitats de càlcul de la qual s'han redissenyat per millorar l'eficiència i les instruccions per rellotge (IPC). Compta amb una jerarquia de memòria cau de diversos nivells, que ofereix un rendiment més alt, una latència més baixa i un consum d'energia menor en comparació amb la sèrie anterior. Navi també inclou un controlador de memòria actualitzat amb suport GDDR6.
La pila de codificació ha canviat d'utilitzar Unified Video Decoder i Video Coding Engine a utilitzar Video Core Next. VCN s'utilitzava anteriorment a la implementació de 5a generació de GCN (Vega) a Raven Ridge, encara que no s'utilitzava en altres línies de productes Vega.